# Ziemetshausen
Ziemetshausen är en köping (Markt) i Landkreis Günzburg i Regierungsbezirk Schwaben i förbundslandet Bayern i Tyskland.
Köpingen ingår i kommunalförbundet Ziemetshausen tillsammans med kommunen Aichen.